# Eleccions presidencials de São Tomé i Príncipe de 2016
Les eleccions presidencials de São Tomé i Príncipe de 2016 es van dur a terme el 17 de juliol de 2016. Els resultats inicials suggerien que el candidat Evaristo Carvalho d'Acció Democràtica Independent havia estat elegit en la primera ronda de votació, derrotant l'actual president Manuel Pinto da Costa. No obstant això, els resultats van ser anul·lats posteriorment i va caldre una segona ronda entre Carvalho i Pinto da Costa, que s'havia de celebrar el 7 d'agost. Tanmateix, Pinto da Costa va boicotejar la segona ronda reclamant que la primera ronda havia estat fraudulenta, el que va significar que Carvalho va ser elegit sense oposició.

## Sistema electoral
El President de São Tomé i Príncipe és elegit amb el sistema de segona volta electoral. Si cap candidat rep més del 50% dels vots, es fa una segona volta entre els dos principals candidats.

## Candidats
S'hi presentaren cinc candidats, inclòs el president sortint Manuel Pinto da Costa, dos antics primers ministres, Evaristo Carvalho de l'Acció Democràtica Independent i Maria das Neves del MLSTP/PSD, així com dos independents.
Carvalho es va presentar com el candidat de la governant ADI, el partit del primer ministre Patrice Trovoada. Carvalho va ser inicialment declarat el guanyador en la primera volta amb poc més del 50% dels vots, però el percentatge de Carvalho es va ajustar posteriorment a la baixa al 49,88%, el que exigia una segona volta contra el president Pinto da Costa. No obstant això, Pinto da Costa es va negar a participar en la segona ronda, al·legant frau i cridant a un boicot.

## Resultats
| Candidat                                                        | Partit                        | Primera volta | Primera volta | Segona volta | Segona volta |
| Candidat                                                        | Partit                        | Vots          | %             | Vots         | %            |
| --------------------------------------------------------------- | ----------------------------- | ------------- | ------------- | ------------ | ------------ |
| Evaristo Carvalho                                               | Acció Democràtica Independent | 34,522        | 49.88         | 41,820       | 100          |
| Manuel Pinto da Costa                                           | Independent                   | 17,188        | 24.84         | –            | –            |
| Maria das Neves                                                 | MLSTP/PSD                     | 16,828        | 24.31         |              |              |
| Manuel do Rosário                                               | Independent                   | 478           | 0.69          |              |              |
| Hélder Barros                                                   | Independent                   | 194           | 0.28          |              |              |
| Nuls/blancs                                                     | Nuls/blancs                   | 2,314         | –             | 9,406        | –            |
| Total                                                           | Total                         | 71,524        | 100           | 51,226       | 100          |
| Vots registrats/participació                                    | Vots registrats/participació  | 111,222       | 64.31         | 111,222      | 46.06        |
| Fonts: Téla Nón Arxivat 2016-07-27 a Wayback Machine., Téla Nón |                               |               |               |              |              |